# Discographie de Tchami
La discographie de Tchami comprend un album et trois EP.

## Discographie

### Singles

#### Singles principaux
- 2013 : Promesses (feat. Kaleen Taylor)
- 2013 : Shot Caller
- 2014 : Untrue
- 2015 : Move Your Body (Future House) (avec Marshall Jefferson)
- 2015 : After Life (feat. Stacy Barthe)
- 2015 : Missing You (feat. AC Slater & Kaleen Taylor)
- 2016 : Siaw
- 2016 : Prophecy (avec Malaa)
- 2017 : Adieu
- 2017 : World To Me (feat. Luke James)
- 2017 : Love Language (avec Angelz)
- 2017 : The Sermon (avec Malaa)
- 2018 : Kurupt (avec Malaa)
- 2018 : My Place (avec Brohug feat. Reece)
- 2018 : Aurra / Shades (feat. Donnie Sloan & Ricky Ducati)
- 2019 : Omega (avec Ibranovski)
- 2019 : Made In France (avec DJ Snake & Malaa & Mercer)
- 2019 : Rainforest
- 2020 : Ghosts (feat. Hana)
- 2020 : Proud (feat. Daecolm)
- 2020 : Faith (feat. Marlena Shaw)
- 2020 : Praise (feat. Gunna)
- 2021 : Make Amends (avec Curbi feat. Kyan Palmer)
- 2021 : Damaged Hearts (feat. Todd Edwards)
- 2021 : Shine On (feat. Chuck "The Voice" Roberts & George Banton)
- 2021 : Buenos Aires
- 2021 : Eternity (avec Habstrakt feat. Lena Leon)
- 2022 : Tonight (avec Snakehips)
- 2022 : The Calling (avec Marten Hørger)
- 2022 : Low (avec Oliver Heldens & Anabel Englund)
- 2022 : Discipline (avec Malaa)
- 2023 : In My Heart (Confession 2023) (avec Moby feat. Gregory Porter)
- 2023 : A Prayer (avec Malaa)
- 2023 : When The Beat Bang (avec Malaa)
- 2024 : Ride Out (avec Born Dirty, feat. Manny Torres)

#### Singles en featuring
- 2017 : Dealer (AC Slater feat. Tchami & Rome Fortune)
- 2023 : Running Blind (Aluna feat. Tchami & Kareen Lomax)

### Remixes
- 2013 : Janet Jackson - Go Deep (Tchami Remix)
- 2013 : A Tribe Called Quest - Stressed Out (Tchami Remix)
- 2013 : Oliver - MYB (Tchami Remix)
- 2013 : AlunaGeorge - You Know You Like It (Tchami Remix)
- 2013 : DJ Mercer - Turn It Up (Tchami Remix)
- 2014 : Rob Base & DJ E-Z Rock - It Takes Two (Tchami Remix)
- 2014 : Martin Garrix & Jay Hardway - Wizard (Tchami Remix)
- 2014 : Oliver $ & Jimi Jules - Pushing On (Tchami Remix)
- 2014 : Candyland & Zak Waters - Not Coming Down (Tchami Remix)
- 2014 : Skrillex & Diplo present Jack Ü feat. Kiesza - Take Ü There (Tchami Remix)
- 2015 : Caroline Koch - Timeless (Tchami Remix)
- 2017 : MK - 17 (Tchami Remix)
- 2020 : Valentino Khan & Diplo - JustYourSoul (Tchami Remix)
- 2020 : Justin Martin feat. Dalilah - Stay (Tchami Remix)
- 2021 : Whethan feat. Oliver Tree - Freefall (Tchami Remix)
- 2021 : Surf Mesa feat. Madison Beer - Carried Away (Tchami Remix)
- 2021 : Tchami feat. Ant Clemons - Sweet Savage (Movenchy & Tchami Remix)
- 2021 : Galantis & David Guetta & Little Mix - Heartbreak Anthem (Tchami Remix)
- 2022 : Flume feat. MAY-A - Say Nothing (Tchami Remix)
- 2022 : Shiba San - I Wanna (Tchami Remix)
- 2022 : Stany & Rema & Offset - Only You (Stany & Tchami Remix)
- 2023 : Chromeo - Words With You (Tchami Remix)

### Productions et coproductions
- 2013 : Lady Gaga - Sexxx Dreams (sur l'album Artpop)
- 2013 : Lady Gaga feat. R. Kelly - Do What U Want (sur l'album Artpop)
- 2013 : Lady Gaga - Applause (sur l'album Artpop)
- 2013 : DJ Snake & Lil Jon - Turn Down for What
- 2014 : Dillon Francis & DJ Snake - Get Low (sur l'album Money Sucks, Friends Rules)
- 2014 : DJ Snake & AlunaGeorge - You Know You Like It
- 2014 : David Carreira - Rien à Envier (sur l'album Tout à Recommencer)
- 2014 : Vald - Autiste (sur l'album NQNT)
- 2015 : Fifth Harmony feat. Kid Ink - Worth It (sur l'album Reflection)
- 2015 : Major Lazer feat. MØ & DJ Snake - Lean On (sur l'album Peace Is the Mission)
- 2016 : Amir - J'ai cherché (sur l'album Au cœur de moi)
- 2016 : Fifth Harmony - I Lied (sur l'album 7/27)
- 2016 : Fifth Harmony - Scared of Happy (sur l'album 7/27)
- 2016 : Soprano - Roule (sur l'album L'Everest)
- 2017 : Amir - États d'amour (sur l'album Addictions)
- 2017 : Amir - Opium (sur l'album Addictions)
- 2017 : Amir - La nuit (sur l'album Addictions)
- 2018 : Vald - Deviens Génial (sur l'album Xeu)
- 2019 : Vitaa & Slimane - XY (sur l'album VersuS)
- 2019 : Vitaa & Slimane - Avant toi (sur l'album VersuS)
- 2019 : Vitaa & Slimane -  On my skin (feat. Camelia Jordana) (sur l'album VersuS)
- 2019 : Vald - Ce monde est cruel (sur l'album Ce monde est cruel)
- 2019 : Vald - Pourquoi (sur l'album Ce monde est cruel)
- 2019 : Camila Cabello - Shameless (sur l'album Romance)
- 2020 : BTS - Black Swan (sur l'album Map Of The Soul: 7)
- 2020 : Lady Gaga - Stupid Love (sur l'album Chromatica)
- 2020 : Lady Gaga feat. Ariana Grande - Rain on Me (sur l'album Chromatica')
- 2020 : Lady Gaga - 1000 Doves (sur l'album Chromatica)
- 2020 : Amir feat. Indila - Carroussel (sur l'album Ressources)
- 2021 : Amel Bent & Camélia Jordana & Vitaa - La seule (Interlude) (sur l'album Sorore)
- 2021 : Amel Bent & Camélia Jordana & Vitaa - Ma Sœur (sur l'album Sorore)